# Smooth jazz
Smooth jazz är en genre inom jazz. Många av de verk som räknas till genren har starka drag av andra stilar såsom funk och R&B (likt den närliggande stilen jazz fusion). I USA är genren mycket populär, och det går att ta emot radiostationer med "smooth jazz"-tema i princip var som helst i landet. Det finns dock endast ett fåtal svenska produktioner som räknas till genren.
En typisk smooth-jazz låt går i långsamt tempo (cirka 90-105 taktslag/minut), vanligtvis med    tenor/sopran-saxofon eller gitarr som instrument för huvudmelodin. Kompet tenderar ofta att vara framställt på artificiell väg, med en trummaskin eller sampler. Normalt sett innehåller kompositionerna inte sång.

## Kritik
Musikstilen saknar många av de drag som ursprungligen anses definiera jazz, såsom kraftiga utsvävningar från grundmelodi och rytmer i kompositionen. Därför är det vanligt att anhängare till traditionella och mer erkända jazzgenrer kommer med kritik, bland annat brukar det anses att stilen inte alls bör få kallas en subgenre av jazz - och att namnet används för att åka snålskjuts på den enorma prestige som "jazz"-ordet för med sig för att försöka sälja folk en form av finare hissmusik.

## Exempel på artister
- Bob James
- Bradley Joseph
- Dave Koz
- Grover Washington Jr.
- Kenny G
- Michael Franks

### Svenska artister
- Bo Kaspers Orkester, svenskt pop- och rockband med starka influenser från både jazz och smooth-jazz.